# مالی پرایس
مالی پرایس (انگلیسی: Molly Price؛ زادهٔ ۱۵ دسامبر ۱۹۶۶) یک بازیگر سینما، و هنرپیشه اهل ایالات متحده آمریکا است. وی از سال ۱۹۹۱ میلادی تاکنون مشغول فعالیت بوده‌است.
از فیلم‌های معروف او می‌توان به بازی در مجموعه زن بیونیک و فیلم‌های دیدبان سوم، جیب خدا، آنچه بالا می‌رود، دکتر خوب و زندگی قبل از چشمان او اشاره کرد.